# Mablethorpe
Cet article possède un paronyme, voir Mapplethorpe.
Mablethorpe est une petite ville et station balnéaire au bord de la mer East Lindsey sur la côte du Lincolnshire, Angleterre. La population comptait 12 668 habitants en 2021.

## Histoire
La ville de Mablethorpe s'est transformée en station balnéaire au XIXe siècle. La ville comptait parmi ses visiteurs le célèbre écrivain Charles Dickens.
En 1883, la première station de sauvetage a été construite à Mablethorpe. La station s'est poursuivie jusqu'à la Première Guerre mondiale, alors temporairement fermée à cause d'un manque d'équipage. Après la guerre, la station a été fermée définitivement jusqu'en 1965 lorsque l'embarcation de sauvetage côtier (ILB) a été mise en place. La ville a une nouvelle station de sauvetage.

## Dans la littérature
La plage de Mablethorpe est mentionnée dans le roman Amants et Fils par D. H. Lawrence parce que c'était le premier endroit où la famille Morel a passé ses vacances.

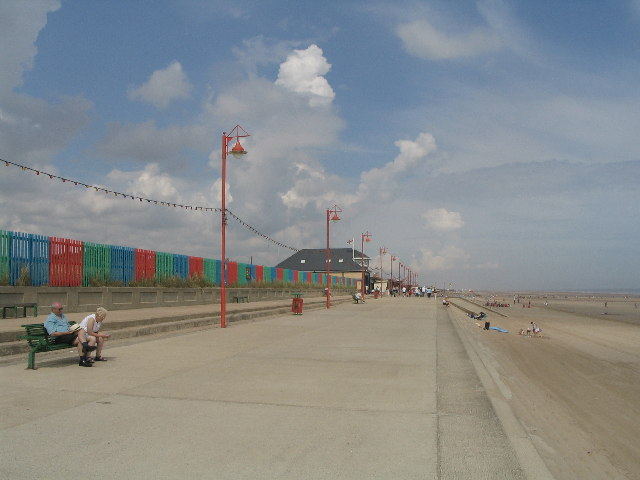
La plage de Mablethorpe.

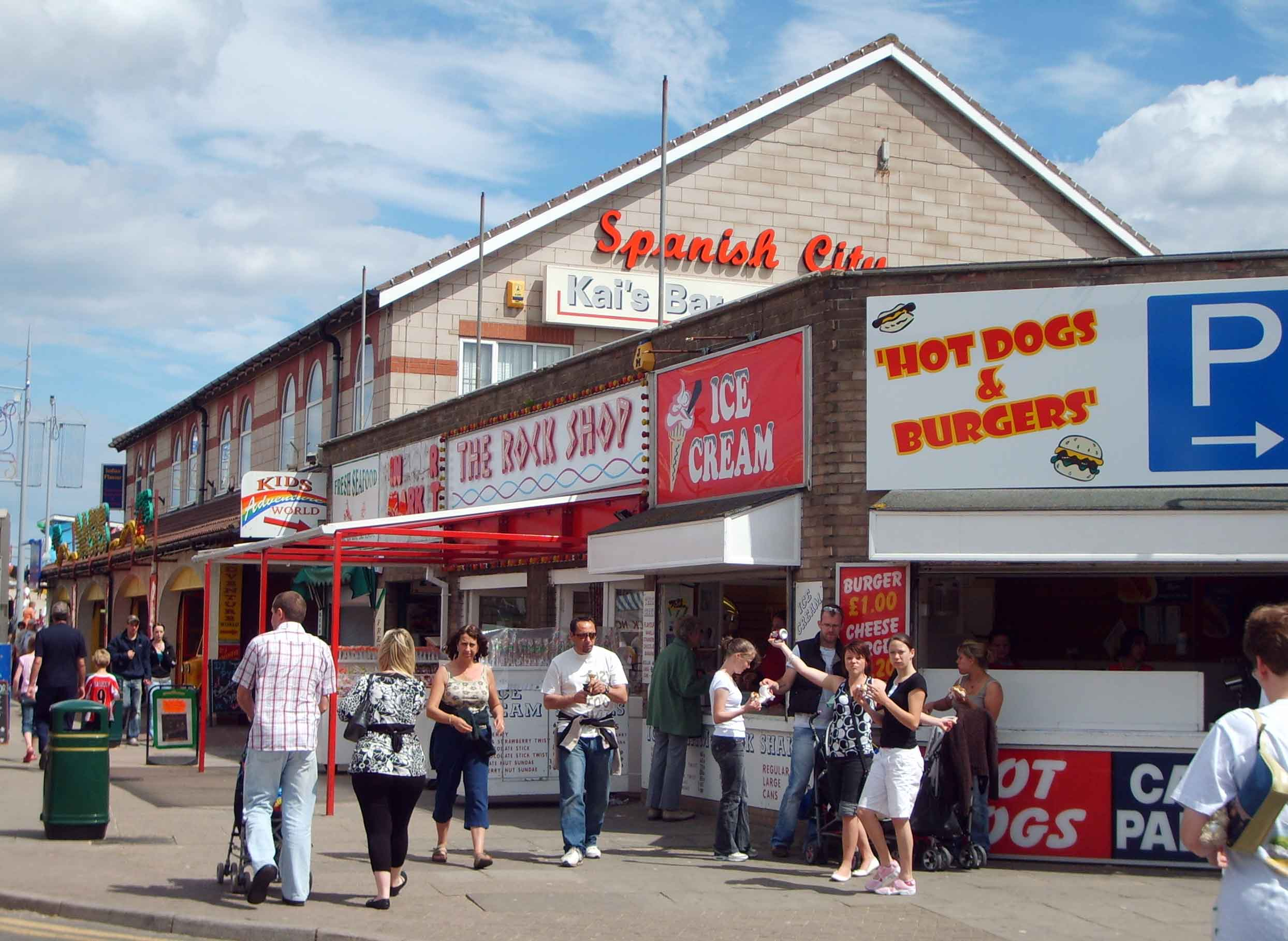
Spanish City.